# Barcelona (Sorsogon)
För andra betydelser, se Barcelona (olika betydelser).
Barcelona (Bayan ng Barcelona) är en kommun i Filippinerna. Kommunen ligger på ön Luzon, och tillhör provinsen Sorsogon. Folkmängden uppgår till 20 990 invånare år 2015.

## Barangayer
Barcelona är indelat i 25 barangayer.
| - Alegria - Bagacay - Bangate - Bugtong - Cagang - Fabrica - Jibong - Lago - Layog - Luneta - Macabari - Mapapac - Olandia | - Paghaluban - Poblacion Central - Poblacion Norte - Poblacion Sur - Putiao - San Antonio - San Isidro - San Ramon - San Vicente - Santa Cruz - Santa Lourdes - Tagdon |